# Перль, Кюрден
Кюрден Перль (нем. Curdin Perl; род. 15 ноября 1984, Самедан, Граубюнден) — швейцарский лыжник, участник Олимпийских игр, победитель этапа Кубка мира. Специалист дистанционных гонок.

## Карьера
В Кубке мира Перль дебютировал в 2005 году, в декабре 2010 года одержал свою единственную победу на этапе Кубка мира, в эстафете. Кроме победы на сегодняшний день имеет на своём счету 10 попаданий в десятку лучших на этапах Кубка мира, 3 в личных и 7 в командных гонках. Лучшим достижением Перля в общем итоговом зачёте Кубка мира является 24-е место в сезоне 2009-10.
На Олимпиаде-2010 в Ванкувере занял 17-е место в гонке на 15 км коньком, 20-е место в дуатлоне 15+15 км и 10-е место в эстафете.
За свою карьеру принимал участие в двух чемпионатах мира, лучший результат 7-е место в эстафете на чемпионате-2009 в чешском Либереце, в личных гонках не поднимался выше 26-го места.
Принял участие в соревнованиях по лыжным гонкам в рамках зимних Всемирных военно-спортивных игр 2010 года, где выиграл «бронзу» в командном зачёте гонки на 15 км вольным стилем.
Использует лыжи и ботинки производства фирмы Rossignol.